# Mănăstirea Moldovița
Mănăstirea Moldovița este una din vechile așezări călugărești, cu un important și glorios trecut istoric, situată în comuna Vatra Moldoviței din județul Suceava, la o distanță de circa 15 km de comuna Vama.
Mănăstirea Moldovița a fost inclusă pe Lista monumentelor istorice din județul Suceava din anul 2015, având codul de clasificare  SV-II-a-A-05673 și fiind formată din 6 obiective:
- Biserica „Buna Vestire” - datând din 1532 și având codul SV-II-m-A-05673.01;
- Paraclisul de iarnă - datând din secolul al XIX-lea și având codul SV-II-m-A-05673.02;
- Clisiarniță - datând din 1610-1612 și având codul SV-II-m-A-05673.03;
- Chilii sud - datând din secolele XIX-XX și având codul SV-II-m-A-05673.04;
- Zid de incintă cu turn de colț - datând din secolele XVI-XVII și având codul SV-II-m-A-05673.05 și
- Turn clopotniță de intrare - datând din secolele XVI-XVII și având codul SV-II-m-A-05673.06.

În anul 1993, Organizația Națiunilor Unite pentru Educație, Știință și Cultură (UNESCO) a inclus Biserica „Buna Vestire” din cadrul Mănăstirii Moldovița, împreună cu alte șapte biserici din nordul Moldovei (Arbore, Pătrăuți, Humor, Probota, „Sf. Ioan cel Nou” din Suceava, Sucevița și Voroneț), pe lista patrimoniului cultural mondial, în grupul Bisericile pictate din nordul Moldovei.

## Istoric

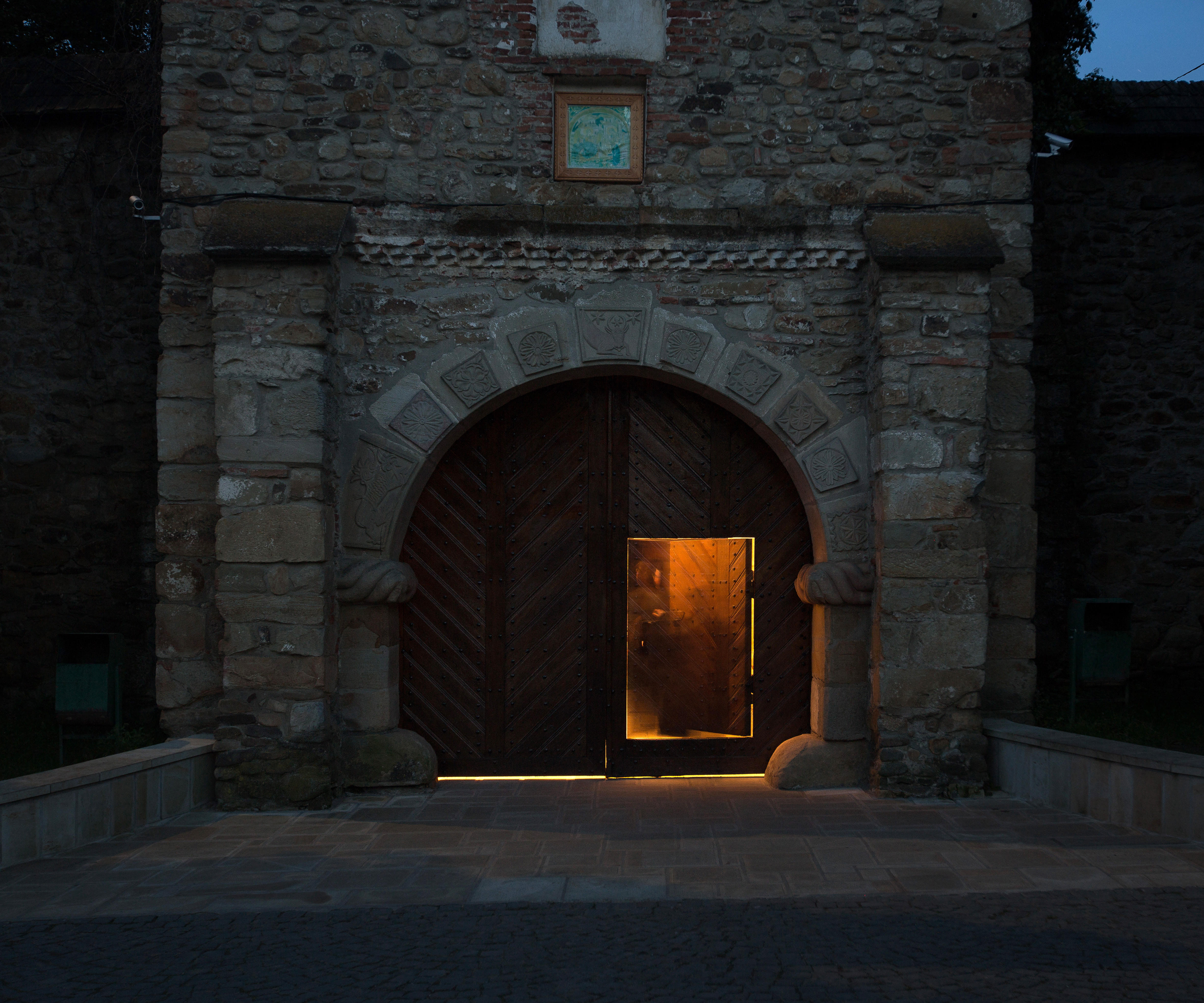
Bucovina, mănăstirile trăiesc, de Oliver Mark, 2018, Colecția Muzeului Bucovinei

Originea acestei mănăstiri rămâne învăluită în negura vremii, tradiția amintind de existența ei încă din timpul voievozilor Mușatini, care au ocrotit-o.
Sub pașnica domnie a lui Alexandru cel Bun, ocrotită și înzestrată de ctitori, mănăstirea a dăinuit până la sfârșitul secolului al XV-lea când, din cauza unei alunecări de teren, s-a prăbușit. Ruinele ei se văd și astăzi, la circa 500 m distanță de actuala mănăstire. La S-E se află pârâul Ciumărel și Valea numită a Ciumârnei.
Voievodul Petru Rareș, iubitor de artă ca tatăl său, Ștefan cel Mare, vrând să continue existența Mănăstirii Moldovița, a ales locul puțin mai la șes de vechea biserică a lui Alexandru cel Bun și a construit actuala biserică a Moldoviței în anul 1532, închinând-o aceluiași hram „Buna Vestire”. În aceeași epocă, Domnul împrejmuiește Biserica cu ziduri și turnuri de apărare, dându-i aspectul unei mici fortărețe. Fără îndoială că au existat locuințe, după fundațiile care se văd în partea nordică, pe a căror temelii episcopul Efrem de Rădăuți, între anii 1610-1612, a construit clișarnița (casă egumenească) pentru locuința sa, pentru păstrarea odoarelor bisericii și organizarea unei școli de copiști și miniaturiști, continuând în acest fel opera culturală a lui Petru Rareș.
Aici au loc evenimente politice consemnate de Starețul Agaton. Astfel în anul 1595 Hanul tătar are o misiune diplomatică... probabil încasarea unui bir... pentru a preîntâmpina o posibilă năvălire tătară... care de fapt va avea loc în nord în regiunea Volâniei. În anul 1621 este înscăunat Ștefan Tomșa iar în 1628 Miron Barnovschi. Din anul 1454 avea dreptul "să vândă și să cumpere" căci stăpânea la Baia 5 mori, o sladniță de făcut bere și o piuă de sumane. Negustorii mănăstirii făceau negoț cu sare și miere, până la gurile Dunării de unde aduceau pește. Cele mai mari venituri constau din taxele vamale, percepute pentru mărfurile aduse din Transilvania. În privilegiul comercial acordat în anul 1408 de Alexandru cel Bun negustorilor din Liov, locul de plată a taxelor era stabilit în satul Moldovița.

## Arhitectură
Arhitectura bisericii cu hramul „Buna Vestire” de la Mănăstirea Moldovița îmbină elemente de artă bizantină și gotică. Ea continuă stilul arhitectonic al mănăstirilor moldovenești, stil cristalizat în epoca lui Ștefan cel Mare. Ctitoria lui Petru Rareș aduce în plus dimensiunile mai mari, tendința de înălțare și de zveltețe. Elemente tipice goticului târziu transilvănean, care pot fi sesizate aici, dovedesc că la construcție au participat și meșteri pietrari din Ardeal.
Pictura interioară, realizată la cinci ani după ridicarea bisericii, reprezintă, alături de pictura Mănăstirii Voroneț, un excepțional document artistic al epocii de strălucire spirituală din vremea celor două domnii ale lui Petru Rareș. Tendința de umanizare a figurilor divine și prezența simțămintelor profund omenești în multe din scenele ciclului evanghelic sunt trăsături proprii ale minunatelor fresce de la Moldovița, care și-au păstrat nealterate prospețimea și strălucirea culorilor.
În tabloul votiv este înfățișat ctitorul Petru Rareș, împreună cu familia sa. Deși păstrează caracterul unui portret oficial, acesta indică preocuparea artistului anonim de a reda viața interioară a personajelor reprezentate.
Unul dintre punctele de atracție al Mănăstirii Moldovița îl constituie pictura exterioară (executată al fresco), mai ales cea de pe peretele sudic al bisericii care s-a păstrat în bune condiții. Stilul frescelor exterioare este cel post-bizantin, cu influențe gotice și chiar din arta Renașterii. Cei mai mulți specialiști consideră că pictura de la Moldovița este realizată de zugravii coordonați de vestitul Toma de la Suceava, pictorul de curte al lui Petru Rareș.

## Fotogalerie

Biserica
Biserica
Muzeul mănăstirii și bustul lui Petru Rareș
Turn privit din interiorul mănăstirii
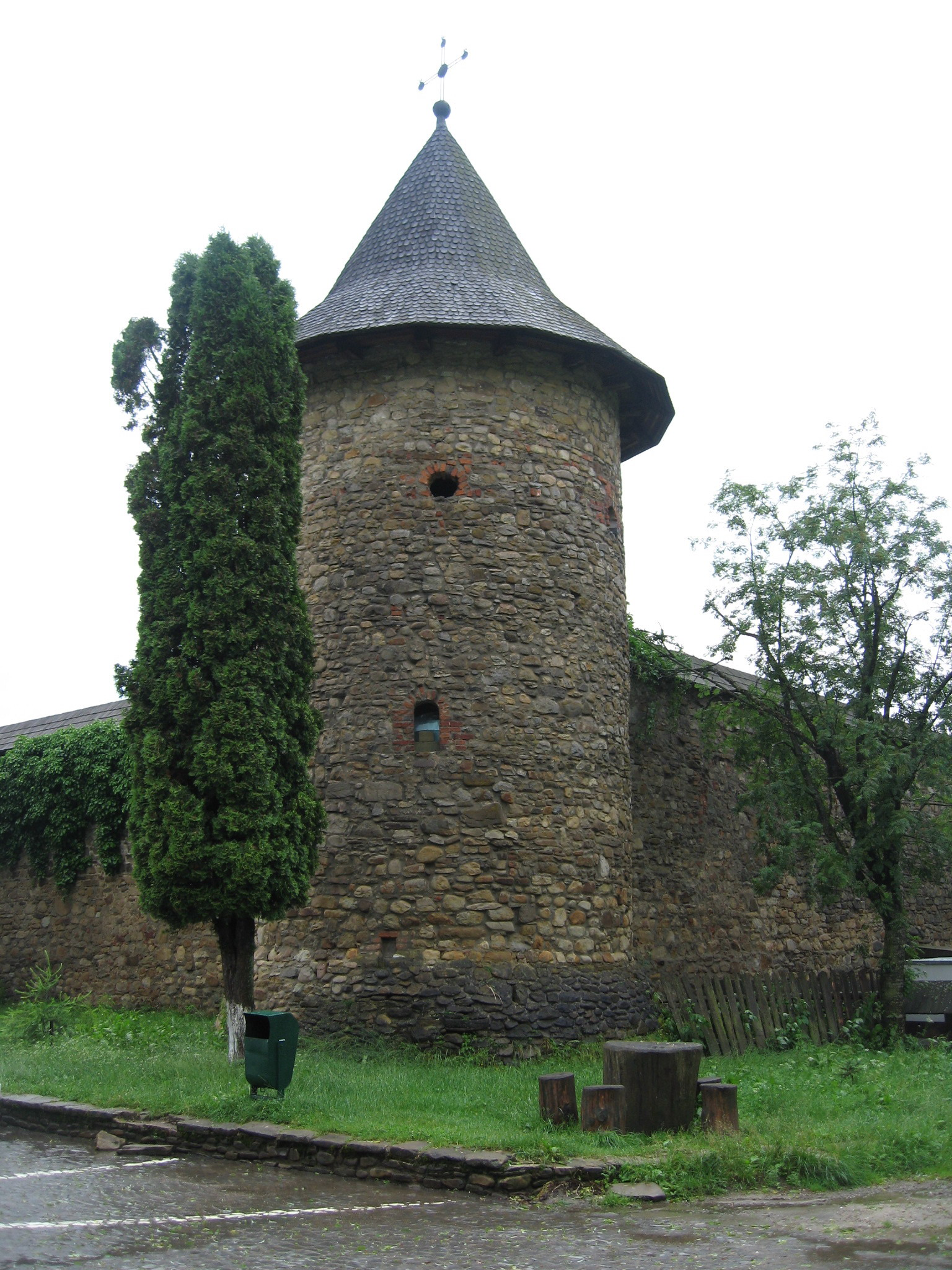
Turn
Turn
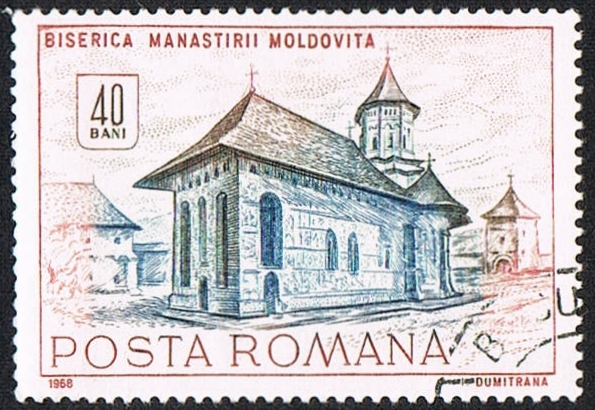
Mănăstirea Moldovița, Poșta Română, 1968
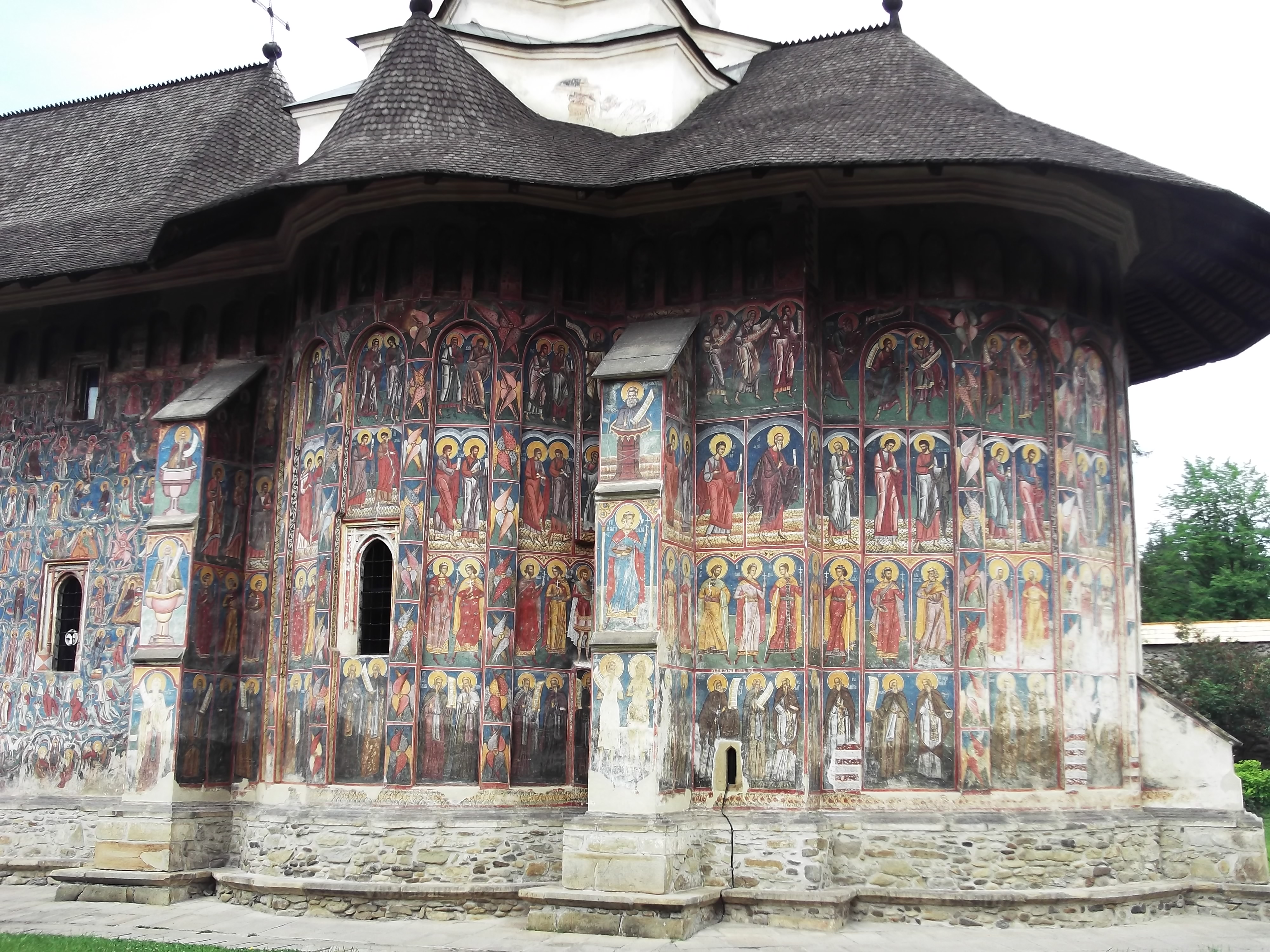
Pictură exterioară
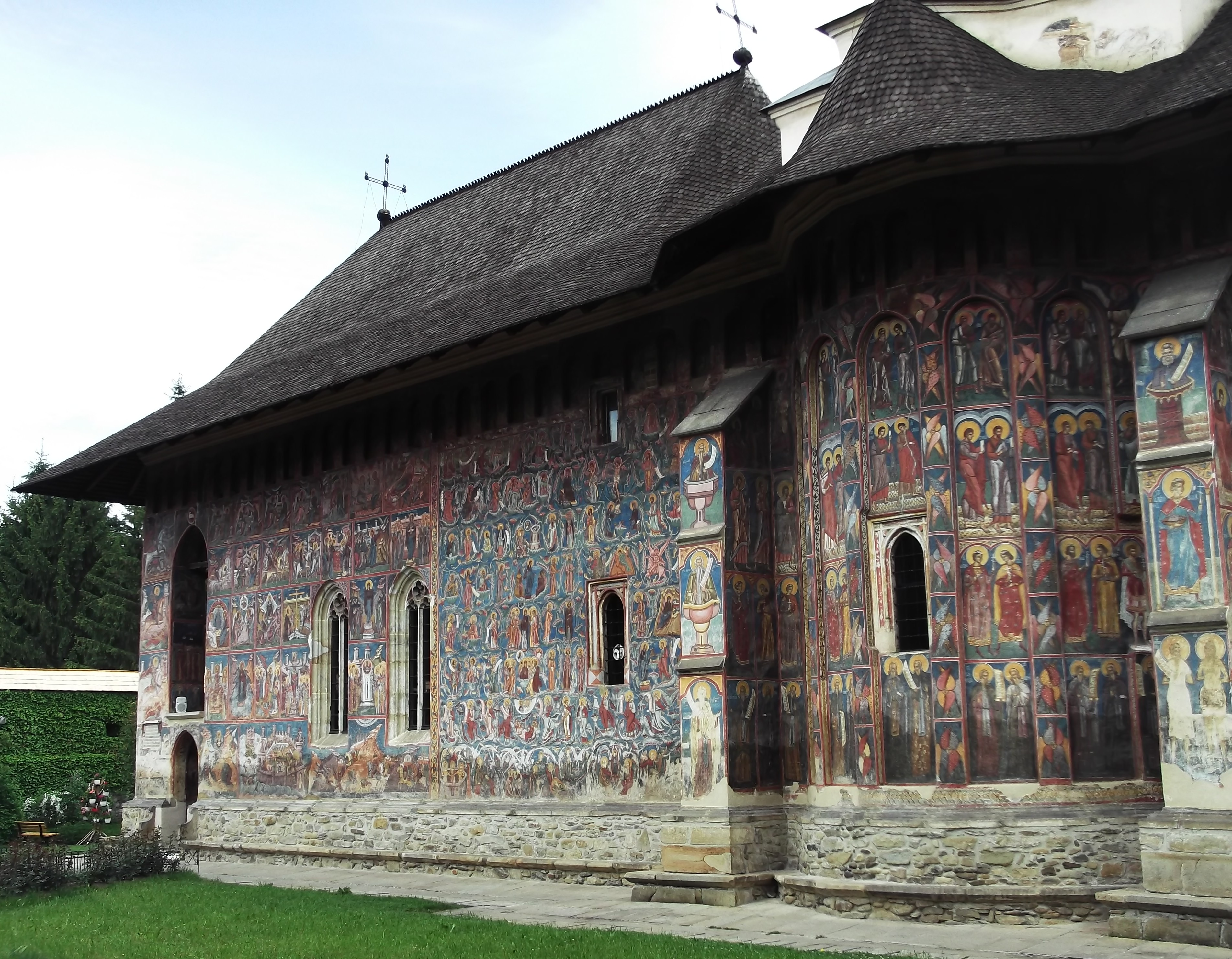
Pictură exterioară
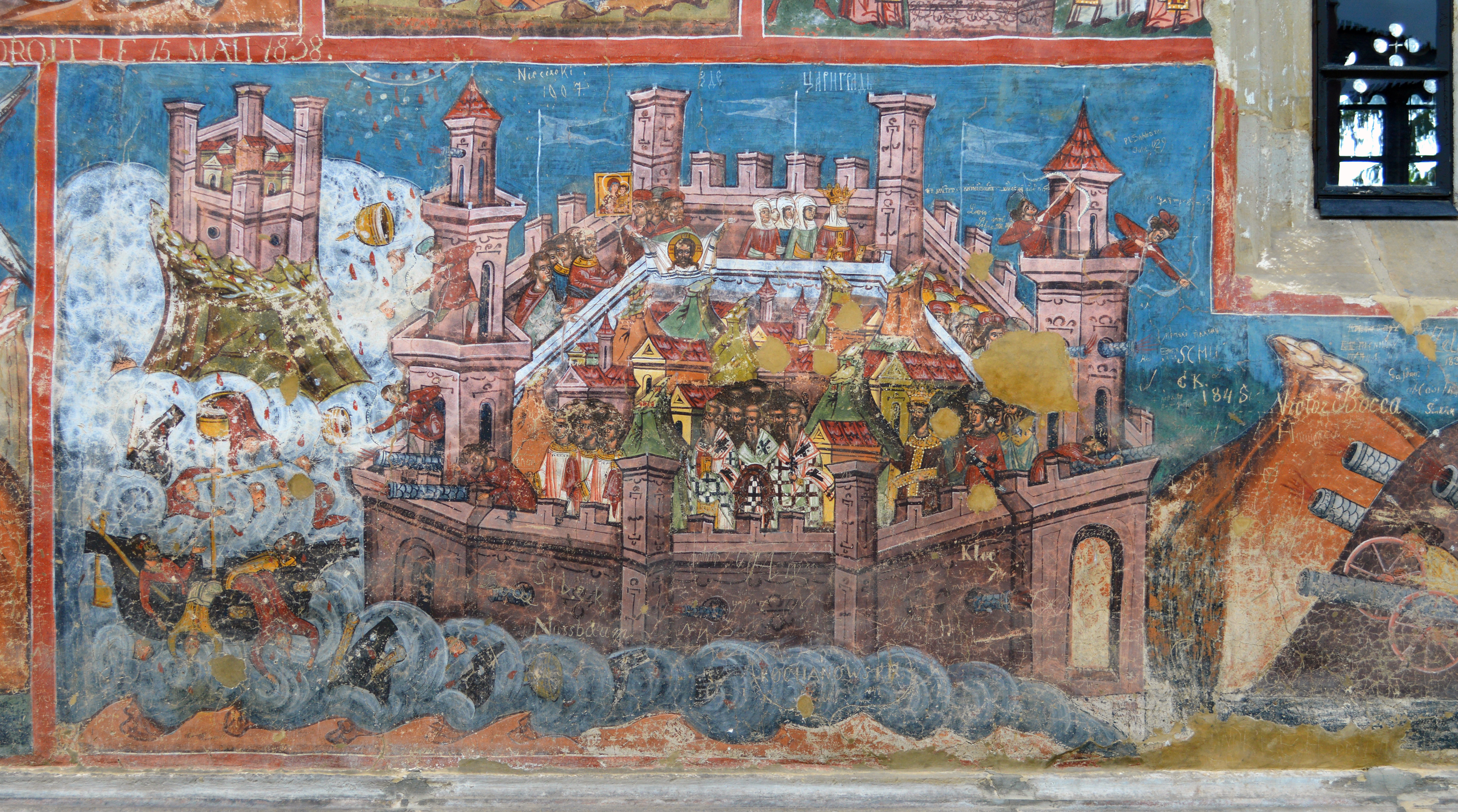
Pictură exterioară (asediul Constantinopolului)
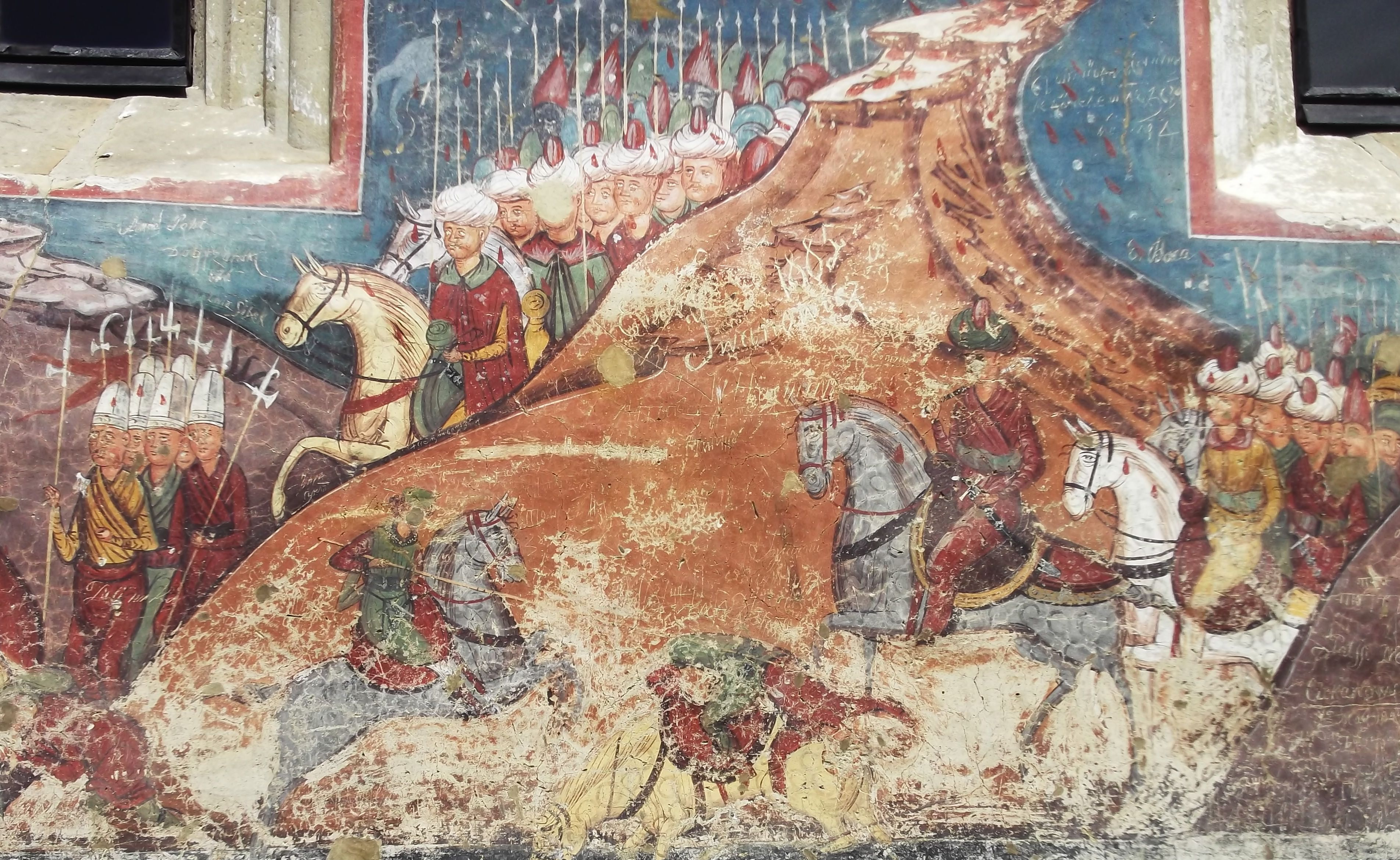
Pictură exterioară - detaliu
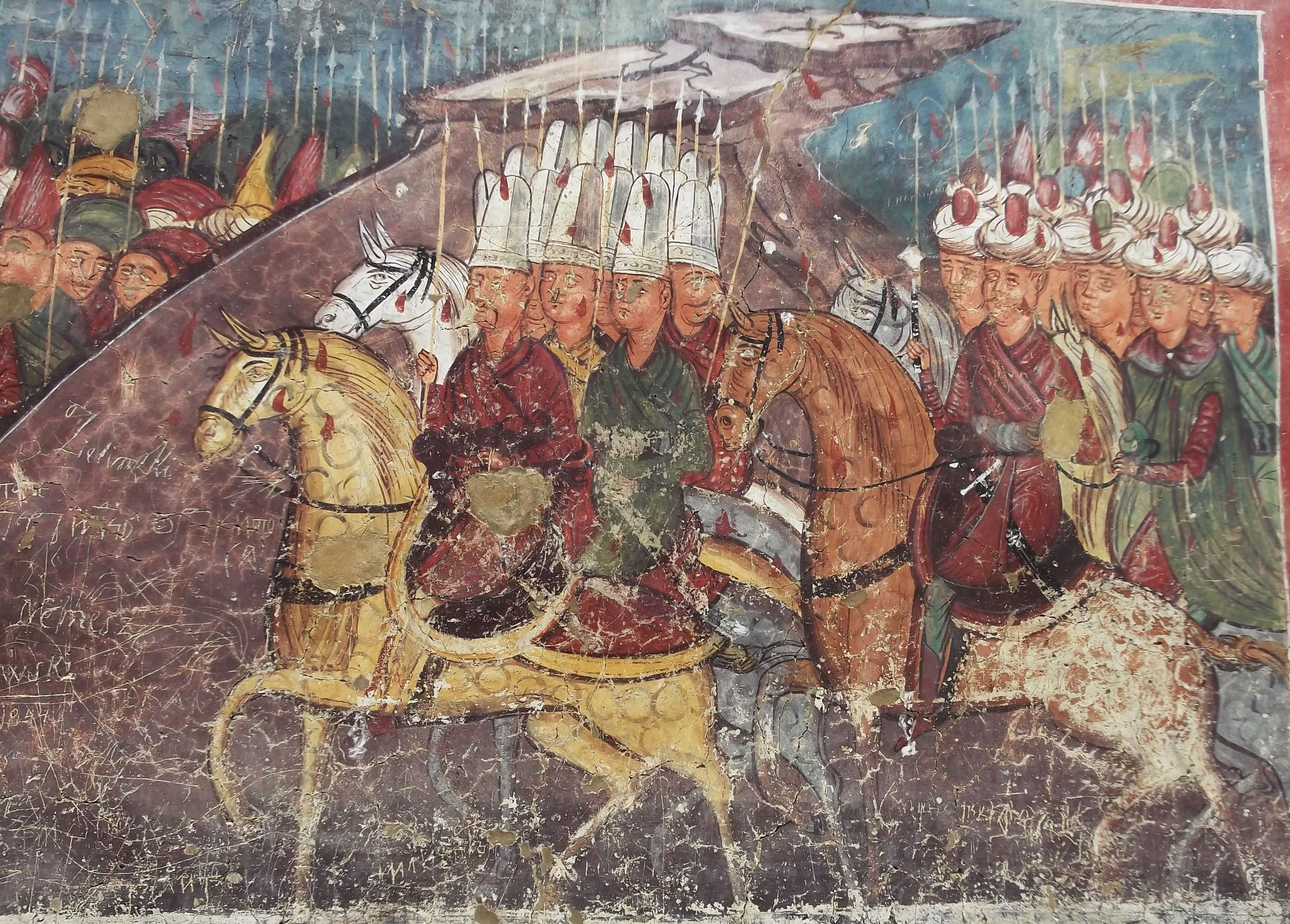
Pictură exterioară - detaliu

## Vezi și
- Bisericile pictate din nordul Moldovei
- Listă de mănăstiri